# 小梅德韋迪夫卡
49°55′11″N 26°56′35″E / 49.91972°N 26.94306°E
小梅德韋迪夫卡（羅馬化：Mala Medvedivka）是烏克蘭西部的村莊，隸屬赫梅利尼茨基州的舍佩蒂夫卡區。該村始建於1865年，面積0.89平方公里，海拔高度262米，2001年人口113。